# 拉尼斯
拉尼斯（德語：Ranis，發音：[ˈʁaːnɪs] ⓘ）是德国图林根州萨勒-奥拉县的城市，面积10.57平方千米，2023年12月31日人口为1,660人。